# Pawłowszczyzna (obwód grodzieński)
Pawłowszczyzna (biał. Паўлаўшчына; ros. Павловщина) – wieś na Białorusi, w obwodzie grodzieńskim, w rejonie wołkowyskim, w sielsowiecie Izabelin.
W dwudziestoleciu międzywojennym leżała w Polsce, w województwie białostockim, w powiecie wołkowyskim, w gminie Izabelin.